# Peter Marti
Peter Marti (Langenthal, Suiza; 12 de julio de 1952-24 de marzo de 2023) fue un futbolista suizo que jugó en la posición de delantero.

## Carrera

### Club
| Periodo   | Club           |
| --------- | -------------- |
| 1970–1972 | BSC Young Boys |
| 1972–1975 | FC Zürich      |
| 1975–1981 | FC Basel       |
| 1981–1982 | FC Aarau       |
| 1982–1983 | FC Basel       |
| 1983–1985 | FC Aarau       |

### Selección nacional
Jugó para Suiza en seis ocasiones de 1971 a 1980.

## Logros
- Swiss League: 1976–77, 1979–80
- Swiss Cup: 1973[2]
- Uhrencup: 1978, 1979, 1980